# Hühnerbach (Seeache)
Der Hühnerbach oder Hühnersbach ist ein ganzjähriges Fließgewässer im Karwendel entlang der Grenze zwischen Tirol und Bayern unterhalb des Kammverlaufs des Hühnerbergs zum Demeljoch. Nachdem er den Pitzbach von rechts aufgenommen hat, verläuft der Bach in einer Schlucht, in der auch Canyoning betrieben wird. Er ist schon bald und dann bis zur Mündung der Grenzbach zwischen der Gemeinde Achenkirch im Bezirk Schwaz in Tirol und der Gemeinde Lenggries im Landkreis Bad Tölz-Wolfratshausen in Bayern. Er mündet nach etwa 4,3 km langem Lauf in Richtung Nordosten in den östlichen Zufluss des Sylvensteinspeichers, der aufwärts in Österreich Seeache, abwärts in Deutschland Walchen genannt wird.